# The Red Cross Heroine
The Red Cross Heroine è un cortometraggio muto del 1909 diretto da Fred J. Balshofer.

## Trama
L'amore per la graziosa Mae provoca la rivalità tra due amici, Jim e Joe. Scoppia la guerra e i due giovani sono richiamati sotto le armi. Pure Mae diventa crocerossina: la gelosia tra i suoi due innamorati è destinata a non sopirsi.

## Produzione
Il film fu prodotto dalla Bison Motion Pictures e dalla New York Motion Picture.

## Distribuzione
Distribuito dalla New York Motion Picture, il film - un cortometraggio in una bobina - uscì nelle sale cinematografiche USA il 31 dicembre 1909.